# Alte Adler
Als Alte Adler bezeichneten sich die Flugpioniere, die vor dem Ausbruch des Ersten Weltkriegs am 1. August 1914 die Prüfung zum Flugzeugführer gemäß den Bestimmungen des Deutschen Luftfahrer-Verbandes in Deutschland bestanden hatten und sich der 1927 gegründeten gleichnamigen Gemeinschaft anschlossen. Ein gleichwertiges militärisches Flugzeugführerpatent, oder auch besondere Verdienste in der oder für die Luftfahrt konnten auch einen Beitritt ermöglichen.
Nach dem Zweiten Weltkrieg belebten Ernst Canter und Alfred Friedrich die Gemeinschaft ab 1951 neu. 1986 wurde die Gemeinschaft als Traditionsgemeinschaft „Alte Adler“ e. V. in das Vereinsregister eingetragen und als gemeinnützig anerkannt. Inzwischen hatte man die Aufnahmebedingungen geändert, so dass nicht nur Menschen, die vor dem August 1914 ihre Pilotenlizenz erworben hatten, Mitglied werden konnten.
Der Begriff „Alter Adler“ ist auch im allgemeinen Sprachgebrauch. Laut Spiegel gab es 817 dieser Flugpioniere. Dazu ist eine namentliche Liste der „Alten Adler“ mit Angaben zu deren Prüfungen bekannt.
Im Jahr 1994 starb mit Martin Haller der vermutlich letzte „Alte Adler“.

## Personen, die alsAlte Adlerbekannt sind
| 1910–12 | 1912–13 | 1913–14 |
| --- | --- | --- |
| 1910 - August Euler 1. Februar 1910 - Hans Grade 1. Februar 1910 - Paul Engelhard 15. März 1910 - Ellery von Gorrissen 21. April 1910 - Fridolin Keidel 27. April 1910 - Emile Jeannin 27. April 1910 - Adolf Behrend 3. Mai 1910 - Eugen Wiencziers 7. Mai 1910 - Robert Thelen 11. Mai 1910 - Otto Lindpaintner 14. Juni 1910 - Theodor Schauenburg 22. Juni 1910 - Hans Reimar Krastel 22. Juni 1910 - Erich Thiele 6. Juli 1910 - Gabriel Poulain 15. Juli 1910 - Erich Lochner 15. Juli 1910 - Ernst Plochmann 21. Juli 1910 - Richard von Tiedemann 23. Juli 1910 - Hermann Dorner 25. Juli 1910 - Felix Laitsch 5. August 1910 - Simon Brunnhuber 6. August 1910 - Oskar Heim 6. August 1910 - Eugen von Tarnóczy 30. August 1910 - Walter Lissauer 7. September 1910 - Robert von Mossner 8. September 1910 - Heinrich Haas 12. September 1910 - Oskar B. C. Mueller 12. September 1910 - Helmuth Wilberg 15. September 1910 - Orla Arntzen 21. September 1910 - Fritz Heidenreich 23. September 1910 - Wilhelm Grade 28. September 1910 - Bruno Jablonsky 28. September 1910 - Oswald Kahnt 28. September 1910 - Willy Mente 28. September 1910 - Franz Rode 28. September 1910 - Gustav Otto 4. Oktober 1910 - Bruno Hanuschke 8. Oktober 1910 - Friedrich Treitschke 18. Oktober 1910 - Heinrich Oelerich 21. Oktober 1910 - Heinrich von Preußen 19. November 1910 - Ernst Weinaug 13. Dezember 1910 - Bruno Werntgen 13. Dezember 1910 - Wilhelm Hoff 13. Dezember 1910 - Raymund Eyring 13. Dezember 1910 - Karl Wildt 13. Dezember 1910 - Karl Müller 29. Dezember 1910 - Benno König 29. Dezember 1910 - Karl Grulich 29. Dezember 1910 1911 - Ferdinand von Hiddessen 17. Januar 1911 - Joseph Hoos 17. Januar 1911 - Leutnant von Hammacher 17. Januar 1911 - Werner Dücker 17. Januar 1911 - Heinrich von Lichtenfels 17. Januar 1911 - Carl Wilhelm Witterstätter 17. Januar 1911 - Bruno Büchner 3. Februar 1911 - Fritz Schlüter 3. Februar 1911 - Otto Reichardt 3. Februar 1911 - Hans Röver 3. Februar 1911 - Max Joachim Noelle 3. Februar 1911 - Leon Lecomte 17. Februar 1911 - Theodor von Flégier 17. Februar 1911 - Theodor Meybaum 17. Februar 1911 - Artemy Katzian 17. Februar 1911 - Albert Rupp 17. Februar 1911 - Georg Schendel 17. Februar 1911 - Konrad Pueschel 24. Februar 1911 - Rudolf Kiepert 24. Februar 1911 - Paul Wertheim 24. Februar 1911 - Heinz Ladwig 24. Februar 1911 - Hans Steinbeck 27. Februar 1911 - Paul Lange 28. Februar 1911 - Friedrich Krieg 28. Februar 1911 - Ernst Blattmann 28. Februar 1911 - Walter Mackenthun 7. März 1911 - Karl Loew 10. März 1911 - Arthur Grünberg 20. März 1911 - Erich Schmidt 27. März 1911 - Adolf Rentzel 27. März 1911 - Karl Caspar 27. März 1911 - Edmund Niemela 27. März 1911 - Hellmuth Hirth 27. März 1911 - Alfred Mahncke 1. April 1911 - Reinhold Jahnow 10. April 1911 - Oscar Wittenstein 29. April 1911 - Charles Laemmlin 29. April 1911 - Hans Roser 29. April 1911 - Hans Vollmöller 15. Mai 1911 - Paul Schwandt 20. Mai 1911 - Siegfried Hoffmann 20. Mai 1911 - Gustav Schulze 29. Mai 1911 - Anton Fokker 7. Juni 1911 - Karl Schall 7. Juni 1911 - Albert Reiche 22. Juni 1911 - Felix Lauterbach 6. Juli 1911 - Wilhelm Wirth 6. Juli 1911 - Luitpold Graf Wolffskeel von Reichenberg 6. Juli 1911 - Franz Oster 31. Juli 1911 - Herbert Mudra 8. August 1911 - Richard Hartmann 8. August 1911 - Karl Justi 22. August 1911 - Richard Vogt 22. August 1911 - Walter Hormel 24. August 1911 - Konrad Goltz 24. August 1911 - Josef Suwelack 30. August 1911 - Otto von Rottenburg 1. September 1911 - Gordian Hösli 4. September 1911 - Hans Neumann 5. September 1911 - Hans Schirrmeister 9. September 1911 - Willy Fisch 9. September 1911 - Otto Griebel 9. September 1911 - Richard Weyl 9. September 1911 - Cornel Hinter - Josef Kleinle 9. September 1911 - Hugo Häusler 12. September 1911 - Karl Krieger 12. September 1911 - Karl Ingold 13. September 1911 - Melli Beese 13. September 1911 - Alfred Pietschker 13. September 1911 - August Birkmaier 20. September 1911 - Ludwig Badowski 24. September 1911 - Rudolf Erhard 30. September 1911 - Friedrich Petri 30. September 1911 - Karl Ritter 30. September 1911 - Wsewolod Abramowitsch 9. Oktober 1911 - Otto Bertram 9. Oktober 1911 - Robert Janisch 19. Oktober 1911 - Božena Laglerová 19. Oktober 1911 - Gottlieb Rost 26. Oktober 1911 - Josef Hermann Keim 26. Oktober 1911 - Ernst Krüger 26. Oktober 1911 - Hermann Fremery 30. Oktober 1911 - Alfred Reeb 1. November 1911 - Hans Christian Hansen 2. November 1911 - Nicol. Kurtscheid 3. November 1911 - Franz Geerdtz 6. November 1911 - Heinrich Lübbe 6. November 1911 - Hans von Minckwitz 18. November 1911 - Willy Meyer 18. November 1911 - Walter Langfeld 18. November 1911 - Heinz A. Falderbaum 21. November 1911 - Frank V. Eckelmann 6. Dezember 1911 - August Rütgers 6. Dezember 1911 - Bernhard Mischewsky 6. Dezember 1911 - Curt Francke 6. Dezember 1911 - Curt von Stoephasius 8. Dezember 1911 - Ludwig Kammerer 16. Dezember 1911 - Heinz Erblich 16. Dezember 1911 - Rubin Wecsler 22. Dezember 1911 1912 - Ernst Heinrich Schüpphaus 9. Januar 1912 - Gustav Adolf Michaelis 11. Januar 1912 - Alfred Friedrich 11. Januar 1912 - Raimond Artur Breton 15. Januar 1912 - Alfred Eberhardt 15. Januar 1912 - Otto Stiefvatter 15. Januar 1912 - Arthur Faller 15. Januar 1912 - Albin Horn 25. Januar 1912 - Karl Braun 25. Januar 1912 - Wilhelm Krumsiek 16. Februar 1912 - Georg Mürau 16. Februar 1912 - Hermann Pentz 20. Februar 1912 - Alfred Paul 20. Februar 1912 - Wilhelm Albers 20. Februar 1912 - Kurt Müller 20. Februar 1912 - Gerhard Sedlmayr 20. Februar 1912 - Carl Abelmann 6. März 1912 - Otto Schäfer 6. März 1912 - Willy Kanitz 6. März 1912 - Carl Curdts 6. März 1912 - Waldemar Walrab von Buttlar 14. März 1912 - Wilhelm Coerper 14. März 1912 - Alexander von Scheele 14. März 1912 - Willy Rosenstein 14. März 1912 - Hans Schmigulski 16. März 1912 - Gustav Kaniß 19. März 1912 - Karl Strack 28. März 1912 - Victor Stöffler 28. März 1912 - Erwin Barends 1. April 1912 - Charles Boutard 4. April 1912 - Friedrich Müller 6. April 1912 - Karl von Gorrissen 9. April 1912 - Horst von Platen 13. April 1912 - Gustav Tweer 18. April 1912 - Otto Toepfer 18. April 1912 - Fritz Clauberg 18. April 1912 - Rudolf Bosenius 18. April 1912 - Karl Schadt 20. April 1912 - Karl Albrecht 26. April 1912 - Otto Karsten 26. April 1912 - Anton Baierlein 7. Mai 1912 - Karl Mohns 7. Mai 1912 - Ernst Hellmut von Schimpff 7. Mai 1912 - Heinrich Evers 7. Mai 1912 - Adolf Höpker 10. Mai 1912 - Alfred Willy Manhardt 10. Mai 1912 - Erich von Wedemeyer 10. Mai 1912 - Julius Weickert 10. Mai 1912 - Eduard Dransfeld 10. Mai 1912 - Paul Sommer 10. Mai 1912 - Arthur von Mirbach 14. Mai 1912 - Harald von Bieler 14. Mai 1912 - Fritz Dick 14. Mai 1912 - Richard Wolter 14. Mai 1912 - Ernst Alig 14. Mai 1912 - Hermann Gasser 14. Mai 1912 - Bruno Langer 17. Mai 1912 - Walter Jenetzky 18. Mai 1912 - Richard Lauer 18. Mai 1912 - Friedrich von Jagwitz 18. Mai 1912 - Kurt Zwickau 18. Mai 1912 - Wilhelm von Obernitz 18. Mai 1912 - Ernst Schlegel 20. Mai 1912 - Hans Rudolf Berliner 20. Mai 1912 - Eckard Berlin 20. Mai 1912 - Wilhelm Blume 24. Mai 1912 - Hans Kurt Pirner 24. Mai 1912 - Paul Senge 24. Mai 1912 - Karl Braselmann 24. Mai 1912 - Hermann Kastner 24. Mai 1912 - Theodor Kober 24. Mai 1912 - Josef Schlatter 25. Mai 1912 - Henrique Stoldt 29. Mai 1912 - Reiner Wirtz 29. Mai 1912 - Alfred Hartmann 30. Mai 1912 - Eugen von Falkenhayn 3. Juni 1912 - Maximilian Hantelmann 4. Juni 1912 - Albert Hirrlinger 5. Juni 1912 - Werner Taeufert 6. Juni 1912 - Karl von Apell 6. Juni 1912 - Hermann Schiedeck 6. Juni 1912 - Max Hering 12. Juni 1912 - Arnold Wulff 14. Juni 1912 - Hans Busch 14. Juni 1912 - Werner Funk 14. Juni 1912 - Gustav Weyer 14. Juni 1912 - Julius Schulz 18. Juni 1912 - Günther von Detten 18. Juni 1912 - August Joly 18. Juni 1912 - Hans Siber 18. Juni 1912 - Ernst Herbert Kühne 18. Juni 1912 - Fritz Striper 18. Juni 1912 - Odo von Boeder 18. Juni 1912 - Kurt Ackermann 20. Juni 1912 - Wilhelm Reuß 20. Juni 1912 - Willy Donnevert 20. Juni 1912 - ans-Ulrich von Trotha 20. Juni 1912 - Walter Schroeter 25. Juni 1912 - Emil Hasenkamp 26. Juni 1912 - Paul Heirler 27. Juni 1912 - Christian Lie 6. Juli 1912 - Udo Placzikowski 6. Juli 1912 - Friedrich Solmitz 8. Juli 1912 - Fritz Rößler 8. Juli 1912 - Herbert Schwarzkopff 11. Juli 1912 - Herbert Kohnert 11. Juli 1912 - Richardt Schmidt 12. Juli 1912 - Georg Suren 13. Juli 1912 - Bernhard de Waal 15. Juli 1912 - Hans Schneider 17. Juli 1912 - Franz Tybelski 17. Juli 1912 - Gesmold von Hammerstein 18. Juli 1912 - Walther Koch 18. Juli 1912 - Hans Surén 22. Juli 1912 - Willy Hofer 23. Juli 1912 - Erich Suren 27. Juli 1912 - Fritz Bossin 27. Juli 1912 - Lothar Siewert 30. Juli 1912 - Arthur Krüger 2. August 1912 - Friedrich Hildebrand 2. August 1912 - Otto Schlegel 5. August 1912 - Willy Wiegandt 7. August 1912 - Wilhelm Coulmann 7. August 1912 - Ercole Capuzzo 7. August 1912 - Max von Stoephasius 8. August 1912 | - Marco Brociner 12. August 1912 - Otto Steger 14. August 1912 - Jewgenija Schachowskaja 16. August 1912 - Wilhelm Goebel 23. August 1912 - Hugo Geyer 23. August 1912 - Theophil Cipa 23. August 1912 - Umberto Clerici 23. August 1912 - Johannes Georgi 23. August 1912 - Ernst Kunze 23. August 1912 - Wilhelm Wendler 23. August 1912 - Herbert Ladewig 23. August 1912 - Lucien Hild 28. August 1912 - Bernhard Stemmler 29. August 1912 - Charlotte Möhring 7. September 1912 - Frank Seydler 9. September 1912 - Florian von Poser und Groß-Rädlitz 18. September 1912 - Robert Köhr 19. September 1912 - Georg Keller 19. September 1912 - Jasper von Oertzen 19. September 1912 - Werner von Beaulieu 19. September 1912 - Kurt Altrichter 19. September 1912 - Wilhelm Oelsner 19. September 1912 - Finck von Finckenstein 19. September 1912 - Peter Strack 23. September 1912 - Siegfried Reinhardt 24. September 1912 - Alexander von Zastrow 24. September 1912 - Alfred Hennig 1. Oktober 1912 - Kurt Munkelt 1. Oktober 1912 - Gerhard Schregel 9. Oktober 1912 - Erich Serno 9. Oktober 1912 - Erwin Schwarz 9. Oktober 1912 - Leo Pfeifer 9. Oktober 1912 - Kurt von Mirbach 9. Oktober 1912 - Paul-Henning von Osterroth 9. Oktober 1912 - Hans Eich 9. Oktober 1912 - Lothar von Linsingen 9. Oktober 1912 - Bruno Steffen 9. Oktober 1912 - Wolfram de le Roi 11. Oktober 1912 - Wilhelm Siegert 11. Oktober 1912 - Penu Pokristev 11. Oktober 1912 - Werner Wieting 15. Oktober 1912 - Willy Kern 16. Oktober 1912 - Edmund Bohlig 19. Oktober 1912 - Georg Netzow 29. Oktober 1912 - Willy Eckardt 29. Oktober 1912 - Robert Heß 30. Oktober 1912 - Wilhelm Mügge 1. November 1912 - Fritz Cremer 1. November 1912 - Georg Keller 2. November 1912 - Oskar Roempler 4. November 1912 - Max Rapmund 5. November 1912 - Reinhold Becker 5. November 1912 - Walter Vieth 13. November 1912 - Gerhard Keske 13. November 1912 - Gustav Kramm 13. November 1912 - Arthur Margraf 13. November 1912 - Paul Müller 13. November 1912 - Josef von Rambaldi 13. November 1912 - Walther Reißmann 16. November 1912 - Werner von Beaulieu 19. September 1912 - Alfred Linke 23. November 1912 - Hermann Kahl 23. November 1912 - Friedrich Schreyer 23. November 1912 - Hermann Steindorf 23. November 1912 - Ernst Ottenbacher 23. November 1912 - Franz Geiß 2. Dezember 1912 - Willy Lenk 3. Dezember 1912 - Max Trautwein 9. Dezember 1912 - Vollrad von Eickstedt 16. Dezember 1912 - Ludwig Schäfer 16. Dezember 1912 - Sittig von Helldorf 16. Dezember 1912 - Freiherr von Hadeln 16. Dezember 1912 - Willi Charlett 30. Dezember 1912 - Mauricio Scherff 31. Dezember 1912 1913 - Rudolf von Thüna 1913 - Martin König 7. Januar 1913 - Erich Köhler 10. Januar 1913 - Otto Linnekogel 17. Januar 1913 - Georg Schöner 18. Januar 1913 - Martin Demmel 18. Januar 1913 - Carl Lichte 18. Januar 1913 - Otto Beck 20. Januar 1913 - Joachim Stüber 24. Januar 1913 - Gustav Basser 24. Januar 1913 - Egloff von Freyberg 24. Januar 1913 - Ernst von Gersdorff 24. Januar 1913 - Fritz Ludewig 30. Januar 1913 - Walter Stagge 31. Januar 1913 - Ernst Stoeffler 31. Januar 1913 - Wilhelm Bramhoff 12. Februar 1913 - Otto Heller 13. Februar 1913 - Wolfram Paschen 17. Februar 1913 - Heinrich Diedrichs 17. Februar 1913 - Reinhard Schroeder 20. Februar 1913 - Hans von Borcke 3. März 1913 - Peter Neumann 5. März 1913 - Felix Schulz 8. März 1913 - Radul Milkott 22. März 1913 - Hans Zahn 27. März 1913 - Hans Gotthard von Arnim 28. März 1913 - Egon von Skrbensky 29. März 1913 - Bruno Erich Schröter 31. März 1913 - Georg Hans 31. März 1913 - Wilhelm Kießling 1. April 1913 - Franz Kuntner 11. April 1913 - Paul Bodenburg 11. April 1913 - Fritz Jahn 11. April 1913 - Herbert Schroff 12. April 1913 - Joachim von Livonius 17. April 1913 - Heinrich von Blanc 17. April 1913 - Leonhard Dirks 17. April 1913 - Reinhold Böhm 18. April 1913 - Percy von Ascheberg 22. April 1913 - Otto Scherkamp 22. April 1913 - Rene Freindt 22. April 1913 - Otto Onigkeit 24. April 1913 - Hans Steffen 26. April 1913 - Hermann Reichelt 26. April 1913 - Leonhard Roth 30. April 1913 - Walther Faber 5. Mai 1913 - Georg Braumüller 5. Mai 1913 - Hans von Schiller 5. Mai 1913 - Max Pollandts 5. Mai 1913 - Wilhelm Goebel 5. Mai 1913 - Karl Heppe 5. Mai 1913 - Albert Liske 5. Mai 1913 - Walter Zottmann 5. Mai 1913 - Hugo Burggraf 7. Mai 1913 - Benno Schlüter 7. Mai 1913 - Eberhard von Gienanth 7. Mai 1913 - Willy Jannsen 10. Mai 1913 - Paul Albert Schäfer 10. Mai 1913 - Oskar Ringe 19. Mai 1913 - Siegfried Stoll 20. Mai 1913 - Bruno Hüttig 20. Mai 1913 - Bruno Wentscher 20. Mai 1913 - Walter Friedensburg 20. Mai 1913 - Otto Ballod 20. Mai 1913 - Lölhöffel von Löwensprung 22. Mai 1913 - Ludwig Müller 22. Mai 1913 - Kohnert, gen. B. Niehaus 24. Mai 1913 - Ernst Freiherr von Stenglin 26. Mai 1913 - Friedrich Fahnert 27. Mai 1913 - Arnold Heintz 27. Mai 1913 - Karl Grunewald 27. Mai 1913 - Otto Wiebeck 27. Mai 1913 - Johannes Viehweger 27. Mai 1913 - Friedrich Karl Burckhard 27. Mai 1913 - Erich Bonde 27. Mai 1913 - Hans Speer 27. Mai 1913 - Ernst Gundel 29. Mai 1913 - Georg Luther 29. Mai 1913 - Hermann Birkner 31. Mai 1913 - Georg Bongardts 31. Mai 1913 - Fritz Salomon 2. Juni 1913 - Ernst Sprenger 4. April 1913 - Martha Behrbohm 4. Juni 1913 - Hanns Findt 6. Juni 1913 - Walter Heyder 9. Juni 1913 - Otto Grosse 10. Juni 1913 - Alfred Schilling 10. Juni 1913 - Hans Lorenz 10. Juni 1913 - Jakob Engelmann 10. Juni 1913 - W. von Stoephasius 17. Juni 1913 - Emil Clemens 17. Juni 1913 - Max Schüler 17. Juni 1913 - Friedrich Heldriegel 20. Juni 1913 - Arthur Brand 24. Juni 1913 - Max Rast 24. Juni 1913 - Claus Hempel 24. Juni 1913 - Wilhelm Aigner 28. Juni 1913 - Armin Christennt 26. Juni 1913 - Bruno Bohne 26. Juni 1913 - Christoph Preußner 27. Juni 1913 - Heinrich Haak 27. Juni 1913 - Konrad Hüser 28. Juni 1913 - Josef Oehler 30. Juni 1913 - Hubert W. Klein 30. Juni 1913 - Johann Polozek 30. Juni 1913 - Wilhelm Matthies 1. Juli 1913 - Johannes Mante 4. Juli 1913 - Paul Dietze 4. Juli 1913 - Willy Kiesel 4. Juli 1913 - Kurt Herrmann 4. Juli 1913 - Otto Parschau 4. Juli 1913 - W. van der Drift 4. Juli 1913 - Julius Heiter 5. Juli 1913 - Hermann Krockow 8. Juli 1913 - Georg Arntzen 8. Juli 1913 - Ernst Uhlig 9. Juli 1913 - Ernst Denk 11. Juli 1913 - Alfred Behm 11. Juli 1913 - Eugen Arns 11. Juli 1913 - Paul Weidner 15. Juli 1913 - Hermann Wrobel 21. Juli 1913 - Paul Ehrhardt 22. Juli 1913 - Bartholomäus Schröder 22. Juli 1913 - Arthur Siegroth 22. Juli 1913 - Friedrich Minster 22. Juli 1913 - Heinrich Schwandner 29. Juli 1913 - Rudolf Roesch 29. Juli 1913 - Albert Ziegler 2. August 1913 - Bruno Wlodarski 5. August 1913 - Max Schreiner 6. August 1913 - Max Fick 6. August 1913 - Oswald Schlegel 6. August 1913 - Kurt Wurthenow 6. August 1913 - Kurt Künne 7. August 1913 - Hermann Scheiner 9. August 1913 - Fritz Enskat 9. August 1913 - Walter Rieseler 9. August 1913 - Gustav Schachenmayr 14. August 1913 - Paul Strang 14. August 1913 - Alphons Huber 16. August 1913 - Friedrich Weiß 16. August 1913 - Hans Henkel 16. August 1913 - Franz Rheinländer 20. August 1913 - Otto Schützenmeister 20. August 1913 - Adam Dörfler 20. August 1913 - Wilhelm Frankl 20. August 1913 - Richard Moerschel 21. August 1913 - Kurt Küppers 22. August 1913 - Heinrich Dahm 22. August 1913 - Otto Thelen 26. August 1913 - Adolf Schmidt 27. August 1913 - Otto von Keußler 28. August 1913 - Willy Mann 28. August 1913 - Willy Strauch 1. September 1913 - Fritz W. Hammer 2. September 1913 - Richard Edler von Mises 2. September 1913 - Kurt Sedlatzek 2. September 1913 - Oskar Lindner 3. September 1913 - Karl Mikulski 3. September 1913 - Erich Scheuermann 6. September 1913 - Kurt Otto Liedloff 6. September 1913 - August Nisschwitz 6. September 1913 - Hermann Roeder 6. September 1913 - Johannes Kruse 6. September 1913 - Hermann Mayweg 11. September 1913 - Eugen von Hahn 11. Oktober 1913 - Renatus Theiller 12. September 1913 - Heinrich Schulz 12. September 1913 - Friz Engelhorn 12. September 1913 - Werner Ernst 15. September 1913 - Albert Oesterreicher 15. September 1913 - Alfred Behling 15. September 1913 - Franz Sido 15. September 1913 - Gerhard Haase 15. September 1913 - Franz Reiterer 16. September 1913 - Gotthard Gruner 17. September 1913 - Sigismund Hozakowski 17. September 1913 - Michael Krug 18. September 1913 - Richard Remuß 19. September 1913 - Friedrich Hucke 19. September 1913 - Thomas Thomessen 19. September 1913 - Karl Hebart 20. September 1913 - Gustav Nestler 20. September 1913 - Walter Krause 22. September 1913 - Günther von Ploetz 22. September 1913 - Karl Lang 22. September 1913 - Alfred Muth 22. September 1913 - Johann Stockhausen 22. September 1913 - August Spachholz 25. September 1913 - Roland Köster 26. September 1913 - Ernst Hess 26. September 1913 - Leopold Kuhlmann 26. September 1913 - Karl Schmidt 26. September 1913 - Hermann Berthold 26. September 1913 - Ernst Didszuleit 27. September 1913 - Wilhelm Thiele 27. September 1913 - Paul Roitsch 29. September 1913 - Otto Hammer 29. September 1913 - Reinhold Otte 29. September 1913 - Wilhelm Nolting 29. September 1913 - Karl-Heinz Bernius 30. September 1913 | - Heinrich Schnell 30. September 1913 - Hermann Patberg 30. September 1913 - Ludwig Schwahn 30. September 1913 - Karl August Denicke 1. Oktober 1913 - Bernhard Linke 2. Oktober 1913 - Richard May 2. Oktober 1913 - Leo Mees 2. Oktober 1913 - Georg Meissner 3. Oktober 1913 - Richard Iwan 4. Oktober 1913 - Walter Vollrath 6. Oktober 1913 - Bruno Gruner 6. Oktober 1913 - Werna Degener 6. Oktober 1913 - Willi Wendt 10. Oktober 1913 - Wilhelm Hillmann 10. Oktober 1913 - Eduard Wimmer 11. Oktober 1913 - Ludwig Meyer 11. Oktober 1913 - Walter Tille 11. Oktober 1913 - Norbert Schulte 11. Oktober 1913 - Bruno Sonntag 14. Oktober 1913 - Martin Wilhelm Haller 14. Oktober 1913 - Leopold Anslinger 14. Oktober 1913 - Otto Breitbeil 14. Oktober 1913 - Heinz Winter 17. Oktober 1913 - Oskar Jilling 20. Oktober 1913 - Hans Malchow 20. Oktober 1913 - Hans Lange 21. Oktober 1913 - Otto Grunow 22. Oktober 1913 - Erwin von Herff 22. Oktober 1913 - Leo Gollnick 22. Oktober 1913 - Alfred Boehm 28. Oktober 1913 - August Schmidt 28. Oktober 1913 - Georg Rieger 28. Oktober 1913 - Helmut Culin 28. Oktober 1913 - Kurt Hartmann 1. November 1913 - Richard Roosen 3. November 1913 - Paul Oppermann 3. November 1913 - Walter Höhndorf 3. November 1913 - Rudolf Lübbert 4. November 1913 - Richard Dietrich 8. November 1913 - Walter Hoefig 8. November 1913 - Richard Neubauer 10. November 1913 - Max Bruno 11. November 1913 - Ernst Müller 12. November 1913 - Friedrich Karl Schröder 12. November 1913 - Richard von Weiher 12. November 1913 - Hans Hellerscheidt 12. November 1913 - Gerhard Anders 12. November 1913 - Curt Michalowitz 15. November 1913 - Günther Ziegler 15. November 1913 - Erich Kulisch 15. November 1913 - Franz Steffen 15. November 1913 - Heinrich Meiß 15. November 1913 - Onokichi Isobe 21. November 1913 - Friedrich Wilhelm Glüer 21. November 1913 - Kuno Manger 21. November 1913 - Wilhelm Michailoff 24. November 1913 - Ernst Reuber 24. November 1913 - Albert Puschmann 25. November 1913 - Josef Weiß 26. November 1913 - Franz Schweizer 26. November 1913 - Willi Schröder 27. November 1913 - Kurt Reinert 27. November 1913 - Stephan von Prodzynski 27. November 1913 - Franz Rosenfeld 1. Dezember 1913 - August Lange 1. Dezember 1913 - Stanislaus Zentzytzki 1. Dezember 1913 - Hans Hinsen 2. Dezember 1913 - Ewald Heyer 3. Dezember 1913 - Hugo Johann Max Jakob Garber 3. Dezember 1913 - Fritz Huth 3. Dezember 1913 - Hermann Schuster 3. Dezember 1913 - Hermann Steyer 3. Dezember 1913 - Lothar Wieland 4. Dezember 1913 - Ernst Ritter und Edler von Loessl 4. Dezember 1913 - Curt Lindner 6. Dezember 1913 - Otto Taubenheim 6. Dezember 1913 - Michael Schleiffer 6. Dezember 1913 - Werner Peckmann 6. Dezember 1913 - Hans Wolgast 9. Dezember 1913 - Georg Schmidt 9. Dezember 1913 - Arthur Drege 9. Dezember 1913 - Karl Stehle 11. Dezember 1913 - Friedrich von Arnauld de la Perière 11. Dezember 1913 - Arno Franke 13. Dezember 1913 - Theodor Laugwitz 19. Dezember 1913 - Johann Moosmaier 19. Dezember 1913 - Michael Weingärtner 19. Dezember 1913 - Eduard Ritsert 19. Dezember 1913 - Kurt Schoenfelder 27. Dezember 1913 - Paul Kuntze 27. Dezember 1913 - Wilhelm Griebsch 29. Dezember 1913 - Oskar Lang 31. Dezember 1913 1914 - Theodor Lawrenz 2. Januar 1914 - Karl Becksmann 2. Januar 1914 - Alfred Drischler 2. Januar 1914 - Ernst Haase 6. Januar 1914 - Boleslaw Blank 7. Januar 1914 - Karl Ongsiek 15. Januar 1914 - Hermann Brudereck 15. Januar 1914 - Johannes Vorländer 21. Januar 1914 - Alfred Schlossarcczyk 21. Januar 1914 - Josef Wolf 28. Januar 1914 - Erich Donast 28. Januar 1914 - Adalbert Taufler 28. Januar 1914 - Erich Steffens 30. Januar 1914 - Rudolf Weingärtner 3. Februar 1914 - Johann Haas 3. Februar 1914 - Albert Riemann 3. Februar 1914 - Kurt Kurowski 5. Februar 1914 - Karl Geigant 5. Februar 1914 - Hans Paul Roß 5. Februar 1914 - Paul Pollner 6. Februar 1914 - Willy Trück 9. Februar 1914 - Karl Odebrett 9. Februar 1914 - Hans Grohnwald 9. Februar 1914 - Fritz Frobenius 9. Februar 1914 - Paul Teigeler 11. Februar 1914 - Karl Bock 11. Februar 1914 - Wilhelm Donner 11. Februar 1914 - Kurt Girod 11. Februar 1914 - August Ponater 11. Februar 1914 - Rudolf Heinemann 11. Februar 1914 - Robert Sommer 14. Februar 1914 - Gerhard Petersen 14. Februar 1914 - Friedrich Moeller 14. Februar 1914 - Friedrich Sitto 18. Februar 1914 - Alfred Troost 18. Februar 1914 - Joseph Kaspar 18. Februar 1914 - Waldemar Brock 18. Februar 1914 - Rudolf Klingenberg 18. Februar 1914 - Karl Sabersky-Müssigbrodt 18. Februar 1914 - Max Gaertner 18. Februar 1914 - Karl Kreuter 18. Februar 1914 - Ernst Liebmann 19. Februar 1914 - Theodor Gailis 19. Februar 1914 - Erich Kaestner 23. Februar 1914 - Paul Müller 27. Februar 1914 - Curt Ungewitter 27. Februar 1914 - Hans Holle 28. Februar 1914 - Fritz Herold 28. Februar 1914 - Friedrich Kempter 2. März 1914 - Hermann Dähn 3. März 1914 - Hans Neumann 3. März 1914 - Peter Krämer 5. März 1914 - Albert Keuch 5. März 1914 - Walter Cüppers 7. März 1914 - Richard Adler 7. März 1914 - Arthur Dennewitz 7. März 1914 - Fritz Heidt 11. März 2003 - Walter Eckardt 14. März 1914 - Peter Senzig 14. März 1914 - Hermann Habich 17. März 1914 - Bernhard von Tschirsky-Bögendorf 17. März 1914 - Johannes Moll 20. März 1914 - Karl Lichtherz 20. März 1914 - Carl Vongehr 20. März 1914 - Hermann Schuchardt 20. März 1914 - Heinrich Bill 20. März 1914 - Oswald Schütz 24. März 1914 - Otto Weigel 24. März 1914 - Edgar Schumann 26. März 1914 - Friedrich Christiansen 27. März 1914 - Walter Engelmann 27. März 1914 - Hans Marzall 30. März 1914 - Wilhelm Michel 30. März 1914 - Belohlavek genannt Geßner 30. März 1914 - Hermann Schmelz 30. März 1914 - Egbert Stackler 1. April 1914 - Christian Joos 1. April 1914 - Franz Freund 3. April 1914 - Georg Lieben 3. April 1914 - Richard Fischer 3. April 1914 - Paul Gutschmidt 3. April 1914 - Wilhelm Truckenbrodt 4. April 1914 - Helmut Bauringer 4. April 1914 - Franz Kerbs 7. April 1914 - Walter Eversbusch 7. April 1914 - Werner Landmann 8. April 1914 - Karl Ziemens 8. April 1914 - Martin Kreutzer 8. April 1914 - Reinhard Dopheide 14. April 1914 - Otto Knust 14. April 1914 - Horst Wunderlich 14. April 1914 - Thomas Voigt 19. April 1914 - Hans Briesenmeister 20. April 1914 - Albert Lange 20. April 1914 - Max von Müller 20. April 1914 - Ludwig Hörmann 24. April 1914 - Bruno Hoffmann 24. April 1914 - Edmund Weber 25. April 1914 - Kurt Rhse 25. April 1914 - Hans Sedlmeyr 25. April 1914 - Willy Hanuschke 27. April 1914 - Friedrich Reimers 28. April 1914 - Karl Braun 28. April 1914 - Otto Rieth 28. April 1914 - August Ströbel 28. April 1914 - Hans Bähr 28. April 1914 - Hans Gutermuth 28. April 1914 - Erwin Forster 30. April 1914 - Hans Richard 2. Mai 1914 - Hermann Grökel 2. Mai 1914 - Fritz Sarnighausen 5. Mai 1914 - Curt Lüke 5. Mai 1914 - Carl Wipperfürth 5. Mai 1914 - Richard Breetsch 5. Mai 1914 - Peter Carl 7. Mai 1914 - Wilhelm Neumann 7. Mai 1914 - Bernhard Johnson 9. Mai 1914 - Julius Hendrichs 9. Mai 1914 - Paul Hitzelberger 9. Mai 1914 - Wilhelm Erlewein 9. Mai 1914 - Friedrich Schiffers 9. Mai 1914 - Hans-Ulrich Nasow 14. Mai 1914 - Hans Susebach 14. Mai 1914 - Hans Hamster 15. Mai 1914 - Ernst Kochsiek 17. Mai 1914 - Otto Wolf 18. Mai 1914 - Adalbert Braune 18. Mai 1914 - Oskar Nipkow 18. Mai 1914 - Friedrich Thiele 18. Mai 1914 - Fritz Brinker 18. Mai 1914 - Josef Siegl 18. Mai 1914 - Alfred Neufeld 19. Mai 1914 - Max Kagelmann 19. Mai 1914 - Hugo Lange 20. Mai 1914 - Paul Müller 23. Mai 1914 - Leopold Ehrler 23. Mai 1914 - Fritz Esser 23. Mai 1914 - Friedrich Schäfer 23. Mai 1914 - Carl Purucker 25. Mai 1914 - Fritz Kuphal 25. Mai 1914 - Gerhard Lütticher 25. Mai 1914 - Fritz Roeßler 25. Mai 1914 - Georg Seibert 25. Mai 1914 - Theodor Breuer 25. Mai 1914 - Hans Rupprecht 28. Mai 1914 - Arnold Schwinke 29. Mai 1914 - Erich Beermann 30. Mai 1914 - Erich Kehler 4. Juni 1914 - Else Haugk 6. Juni 1914 - Karl Spitzhoff 6. Juni 1914 - Christian Schirmer 9. Juni 1914 - Bernhard Nierhoff 9. Juni 1914 - Walter Hillerscheid 11. Juni 1914 - Bernhard Meyer 12. Juni 1914 - Paul Becker 15. Juni 1914 - Alfred Starke 17. Juni 1914 - Johannes Gerdes 17. Juni 1914 - Damazy Kortylewicz 18. Juni 1914 - Karl Ehrlich 19. Juni 1914 - Kurt Wegener 22. Juni 1914 - Paul Zachow 22. Juni 1914 - Paul Kohl 23. Juni 1914 - Victor Mosser 25. Juni 1914 - Otto Daus 26. Juni 1914 - Hans Petersen 29. Juni 1914 - Gustav Raschke 29. Juni 1914 - Johannes Hasse 29. Juni 1914 - Gabriel Gilardoni 1. Juli 1914 - Otto Gerbig 3. Juli 1914 - Max Schnirring 3. Juli 1914 - Otto Augst 3. Juli 1914 - Fritz Peschkes 3. Juli 1914 - Richard Donitzky 4. Juli 1914 - Erich Hartmann 4. Juli 1914 - Paul Wenig 7. Juli 1914 - Karl Götte 7. Juli 1914 - Hans Fritze 7. Juli 1914 - Ewaldo Petro Blauth 12. Juli 1914 - Friedrich Lohmann 12. Juli 1914 - Mehmed Schakir Feizi-Beya 15. Juli 1914 - Hubert Stein 15. Juli 1914 |